# OHL 1999/2000
Die OHL-Saison 1999/2000 war die 20. Spielzeit der Ontario Hockey League. Die Plymouth Whalers gewannen als punktbestes Team der regulären Saison die Hamilton Spectator Trophy. Die Play-offs begannen am 25. März 2000 und endeten mit dem ersten Gewinn des J. Ross Robertson Cup für die Barrie Colts am 16. Mai 2000, die sich im Finale gegen die Plymouth Whalers durchsetzten.

## Reguläre Saison

### Abschlusstabellen
Abkürzungen: GP = Spiele, W = Siege, L = Niederlagen, T = Unentschieden, OTL = Niederlage nach Overtime, GF = Erzielte Tore, GA = Gegentore, Pts = Punkte

Erläuterungen:       = Play-off-Qualifikation,       = Conference-Sieger,       = Hamilton-Spectator-Trophy-Gewinner

#### Eastern Conference
| East Division       | GP | W  | L  | T | OTL | GF  | GA  | Pts |
| ------------------- | -- | -- | -- | - | --- | --- | --- | --- |
| Ottawa 67’s         | 68 | 43 | 30 | 4 | 1   | 269 | 189 | 91  |
| Belleville Bulls    | 68 | 44 | 22 | 0 | 2   | 319 | 227 | 90  |
| Kingston Frontenacs | 68 | 38 | 22 | 5 | 3   | 258 | 245 | 84  |
| Peterborough Petes  | 68 | 34 | 26 | 7 | 1   | 242 | 219 | 76  |
| Oshawa Generals     | 68 | 32 | 30 | 4 | 2   | 227 | 224 | 70  |

| Central Division             | GP | W  | L  | T | OTL | GF  | GA  | Pts |
| ---------------------------- | -- | -- | -- | - | --- | --- | --- | --- |
| Barrie Colts                 | 68 | 43 | 18 | 6 | 1   | 306 | 212 | 93  |
| Sudbury Wolves               | 68 | 39 | 23 | 5 | 1   | 262 | 221 | 84  |
| North Bay Centennials        | 68 | 24 | 35 | 6 | 3   | 214 | 253 | 57  |
| Toronto St. Michael’s Majors | 68 | 18 | 44 | 2 | 4   | 203 | 281 | 42  |
| Mississauga IceDogs          | 68 | 9  | 56 | 1 | 2   | 160 | 346 | 21  |

#### Western Conference
| Midwest Division   | GP | W  | L  | T  | OTL | GF  | GA  | Pts |
| ------------------ | -- | -- | -- | -- | --- | --- | --- | --- |
| Erie Otters        | 68 | 33 | 28 | 4  | 3   | 224 | 229 | 73  |
| Kitchener Rangers  | 68 | 28 | 30 | 6  | 4   | 229 | 256 | 66  |
| Brampton Battalion | 68 | 25 | 28 | 11 | 4   | 213 | 226 | 65  |
| Guelph Storm       | 68 | 29 | 34 | 3  | 1   | 250 | 256 | 63  |
| Owen Sound Platers | 68 | 21 | 35 | 6  | 6   | 237 | 292 | 54  |

| West Division               | GP | W  | L  | T | OTL | GF  | GA  | Pts |
| --------------------------- | -- | -- | -- | - | --- | --- | --- | --- |
| Plymouth Whalers            | 68 | 45 | 18 | 4 | 1   | 256 | 172 | 95  |
| Sault Ste. Marie Greyhounds | 68 | 37 | 20 | 6 | 5   | 270 | 217 | 85  |
| Sarnia Sting                | 68 | 33 | 27 | 8 | 0   | 211 | 189 | 74  |
| Windsor Spitfires           | 68 | 35 | 30 | 2 | 1   | 213 | 231 | 73  |
| London Knights              | 68 | 22 | 36 | 7 | 3   | 186 | 250 | 54  |

### Beste Scorer
Abkürzungen: GP = Spiele, G = Tore, A = Assists, Pts = Punkte, PIM = Strafminuten; Fett: Saisonbestwert
| Spieler           | Team                | GP | G  | A  | Pts | PIM |
| ----------------- | ------------------- | -- | -- | -- | --- | --- |
| Sheldon Keefe     | Barrie Colts        | 66 | 48 | 73 | 121 | 95  |
| Norm Milley       | Sudbury Wolves      | 68 | 52 | 60 | 112 | 47  |
| Jason Jaspers     | Sudbury Wolves      | 68 | 46 | 61 | 107 | 107 |
| Denis Schwidki    | Barrie Colts        | 61 | 41 | 65 | 106 | 55  |
| Mike Zigomanis    | Kingston Frontenacs | 59 | 40 | 54 | 94  | 49  |
| Jonathan Cheechoo | Belleville Bulls    | 66 | 45 | 46 | 91  | 102 |
| Raffi Torres      | Brampton Battalion  | 68 | 43 | 48 | 91  | 40  |
| Taylor Pyatt      | Sudbury Wolves      | 68 | 40 | 49 | 89  | 98  |
| Mike Danton       | Barrie Colts        | 58 | 34 | 53 | 87  | 203 |
| Brent Gauvreau    | Oshawa Generals     | 59 | 34 | 53 | 87  | 74  |
| Jonathan Schill   | Kingston Frontenacs | 65 | 39 | 48 | 87  | 79  |
| Derek Roy         | Kitchener Rangers   | 66 | 34 | 53 | 87  | 44  |

### Beste Torhüter
Abkürzungen: GP = Spiele, TOI = Eiszeit (in Minuten), W = Siege, L = Niederlagen, T = Unentschieden, OTL = Overtime/Shootout-Niederlagen, GA = Gegentore, SO = Shutouts, Sv% = gehaltene Schüsse (in %), GAA = Gegentorschnitt
| Spieler        | Team             | GP | TOI  | W  | L  | T | OTL | GA  | SO | Sv%  | GAA  |
| -------------- | ---------------- | -- | ---- | -- | -- | - | --- | --- | -- | ---- | ---- |
| Rob Zepp       | Plymouth Whalers | 53 | 3006 | 36 | 11 | 0 | 3   | 119 | 3  | 91,2 | 2,38 |
| Greg Hewitt    | Sarnia Sting     | 52 | 3063 | 24 | 20 | 7 | 0   | 129 | 3  | 92,4 | 2,53 |
| Levente Szuper | Ottawa 67’s      | 53 | 2863 | 31 | 14 | 2 | 1   | 122 | 4  | 92,4 | 2,56 |

Die meisten Shutouts erreichte J. F. Perras mit 6.
Es werden nur Torhüter erfasst, die mindestens 1059 Spielminuten absolviert haben.

## Play-offs

### Play-off-Baum
|  | Conference-Viertelfinale | Conference-Viertelfinale | Conference-Viertelfinale    |                   |                             | Conference-Halbfinale | Conference-Halbfinale | Conference-Halbfinale |  |  | Conference-Finale | Conference-Finale | Conference-Finale |  |  | OHL-Meisterschaft | OHL-Meisterschaft | OHL-Meisterschaft |
|  |                          |                          |                             |                   |                             |                       |                       |                       |  |  |                   |                   |                   |  |  |                   |                   |                   |
|  | E1                       | Barrie Colts             | 4                           |                   |                             |                       |                       |                       |  |  |                   |                   |                   |  |  |                   |                   |                   |
|  | E8                       | North Bay Centennials    | 2                           |                   |                             |                       |                       |                       |  |  |                   |                   |                   |  |  |                   |                   |                   |
|  | E8                       | North Bay Centennials    | 2                           | E1                | Barrie Colts                | 4                     |                       |                       |  |  |                   |                   |                   |  |  |                   |                   |                   |
|  |                          |                          |                             | E1                | Barrie Colts                | 4                     |                       |                       |  |  |                   |                   |                   |  |  |                   |                   |                   |
|  |                          |                          | E4                          | Sudbury Wolves    | 3                           |                       |                       |                       |  |  |                   |                   |                   |  |  |                   |                   |                   |
|  | E4                       | Sudbury Wolves           | E4                          | Sudbury Wolves    | 3                           | 4                     |                       |                       |  |  |                   |                   |                   |  |  |                   |                   |                   |
|  | E4                       | Sudbury Wolves           |                             |                   |                             | 4                     |                       |                       |  |  |                   |                   |                   |  |  |                   |                   |                   |
|  | E5                       | Kingston Frontenacs      | 1                           |                   |                             |                       |                       |                       |  |  |                   |                   |                   |  |  |                   |                   |                   |
|  | E5                       | Kingston Frontenacs      | 1                           | E1                | Barrie Colts                | 4                     |                       |                       |  |  |                   |                   |                   |  |  |                   |                   |                   |
|  |                          |                          |                             | E1                | Barrie Colts                | 4                     | Eastern Conference    |                       |  |  |                   |                   |                   |  |  |                   |                   |                   |
|  |                          | E3                       | Belleville Bulls            | 1                 |                             |                       |                       |                       |  |  |                   |                   |                   |  |  |                   |                   |                   |
|  | E3                       | E3                       | Belleville Bulls            | 1                 | Belleville Bulls            | 4                     |                       |                       |  |  |                   |                   |                   |  |  |                   |                   |                   |
|  | E3                       |                          |                             |                   | Belleville Bulls            | 4                     |                       |                       |  |  |                   |                   |                   |  |  |                   |                   |                   |
|  | E6                       | Peterborough Petes       | 1                           |                   |                             |                       |                       |                       |  |  |                   |                   |                   |  |  |                   |                   |                   |
|  | E6                       | Peterborough Petes       | 1                           | E3                | Belleville Bulls            | 4                     |                       |                       |  |  |                   |                   |                   |  |  |                   |                   |                   |
|  |                          |                          |                             | E3                | Belleville Bulls            | 4                     |                       |                       |  |  |                   |                   |                   |  |  |                   |                   |                   |
|  |                          |                          | E2                          | Ottawa 67’s       | 2                           |                       |                       |                       |  |  |                   |                   |                   |  |  |                   |                   |                   |
|  | E2                       | Ottawa 67’s              | E2                          | Ottawa 67’s       | 2                           | 4                     |                       |                       |  |  |                   |                   |                   |  |  |                   |                   |                   |
|  | E2                       | Ottawa 67’s              |                             |                   |                             |                       |                       |                       |  |  |                   |                   |                   |  |  |                   |                   |                   |
|  | E7                       | Oshawa Generals          | 1                           |                   |                             |                       |                       |                       |  |  |                   |                   |                   |  |  |                   |                   |                   |
|  | E7                       | Oshawa Generals          | 1                           | E1                | Barrie Colts                | 4                     |                       |                       |  |  |                   |                   |                   |  |  |                   |                   |                   |
|  |                          |                          |                             |                   |                             |                       |                       |                       |  |  |                   |                   |                   |  |  |                   |                   |                   |
|  |                          | W1                       | Plymouth Whalers            | 3                 |                             |                       |                       |                       |  |  |                   |                   |                   |  |  |                   |                   |                   |
|  | W1                       | W1                       | Plymouth Whalers            | 3                 | Plymouth Whalers            | 4                     |                       |                       |  |  |                   |                   |                   |  |  |                   |                   |                   |
|  | W1                       |                          |                             |                   | Plymouth Whalers            | 4                     |                       |                       |  |  |                   |                   |                   |  |  |                   |                   |                   |
|  | W8                       | Guelph Storm             | 2                           |                   |                             |                       |                       |                       |  |  |                   |                   |                   |  |  |                   |                   |                   |
|  | W8                       | Guelph Storm             | 2                           | W1                | Plymouth Whalers            | 4                     |                       |                       |  |  |                   |                   |                   |  |  |                   |                   |                   |
|  |                          |                          |                             | W1                | Plymouth Whalers            | 4                     |                       |                       |  |  |                   |                   |                   |  |  |                   |                   |                   |
|  |                          |                          | W5                          | Windsor Spitfires | 1                           |                       |                       |                       |  |  |                   |                   |                   |  |  |                   |                   |                   |
|  | W4                       | Sarnia Sting             | W5                          | Windsor Spitfires | 1                           | 3                     |                       |                       |  |  |                   |                   |                   |  |  |                   |                   |                   |
|  | W4                       | Sarnia Sting             |                             |                   |                             | 3                     |                       |                       |  |  |                   |                   |                   |  |  |                   |                   |                   |
|  | W5                       | Windsor Spitfires        | 4                           |                   |                             |                       |                       |                       |  |  |                   |                   |                   |  |  |                   |                   |                   |
|  | W5                       | Windsor Spitfires        | 4                           | W1                | Plymouth Whalers            | 4                     |                       |                       |  |  |                   |                   |                   |  |  |                   |                   |                   |
|  |                          |                          |                             | W1                | Plymouth Whalers            | 4                     | Western Conference    |                       |  |  |                   |                   |                   |  |  |                   |                   |                   |
|  |                          | W3                       | Sault Ste. Marie Greyhounds | 1                 |                             |                       |                       |                       |  |  |                   |                   |                   |  |  |                   |                   |                   |
|  | W3                       | W3                       | Sault Ste. Marie Greyhounds | 1                 | Sault Ste. Marie Greyhounds | 4                     |                       |                       |  |  |                   |                   |                   |  |  |                   |                   |                   |
|  | W3                       |                          |                             |                   |                             |                       |                       |                       |  |  |                   |                   |                   |  |  |                   |                   |                   |
|  | W6                       | Kitchener Rangers        | 1                           |                   |                             |                       |                       |                       |  |  |                   |                   |                   |  |  |                   |                   |                   |
|  | W6                       | Kitchener Rangers        | 1                           | W3                | Sault Ste. Marie Greyhounds | 4                     |                       |                       |  |  |                   |                   |                   |  |  |                   |                   |                   |
|  |                          |                          |                             | W3                | Sault Ste. Marie Greyhounds | 4                     |                       |                       |  |  |                   |                   |                   |  |  |                   |                   |                   |
|  |                          |                          | W2                          | Erie Otters       | 3                           |                       |                       |                       |  |  |                   |                   |                   |  |  |                   |                   |                   |
|  | W2                       | Erie Otters              | W2                          | Erie Otters       | 3                           | 4                     |                       |                       |  |  |                   |                   |                   |  |  |                   |                   |                   |
|  | W2                       | Erie Otters              |                             |                   |                             |                       |                       |                       |  |  |                   |                   |                   |  |  |                   |                   |                   |
|  | W7                       | Brampton Battalion       | 2                           |                   |                             |                       |                       |                       |  |  |                   |                   |                   |  |  |                   |                   |                   |

### J.-Ross-Robertson-Cup-Finale

#### (E1) Barrie Colts – (W1) Plymouth Whalers
| 4. Mai 2000 19:30 Uhr (Ortszeit) | Barrie Colts Blaine Down (29:41) Mike Danton (42:27) Mike Danton (47:27) Mike Christian (53:20) | 4:5 n. V. (0:0, 1:3, 3:1, 0:1) Spielbericht Stand: 0:1 | Plymouth Whalers Eric Gooldy (27:11) Jamie Lalonde (28:19) Randy Fitzgerald (33:06) Eric Gooldy (45:53) Randy Fitzgerald (60:59) | Barrie Molson Centre, Barrie, Ontario Zuschauer: 4.081 |

| 7. Mai 2000 19:00 Uhr | Plymouth Whalers Eric Gooldy (19:27) George Nistas (56:22) Justin Williams (58:08) | 3:4 (1:1, 0:1, 2:2) Spielbericht Stand: 1:1 | Barrie Colts Rick Hwodeky (11:45) Denis Schwidki (22:12) Tim Branham (45:09) Matt Dzieduszycki (52:59) | Compuware Arena, Plymouth, Michigan Zuschauer: 3.608 |

| 8. Mai 2000 19:30 Uhr | Plymouth Whalers Stephen Weiss (12:11) Kristopher Vernarsky (19:16) Justin Williams (20:44) Tomáš Kůrka (22:15) Randy Fitzgerald (59:46) | 5:2 (2:2, 2:1, 1:0) Spielbericht Stand: 2:1 | Barrie Colts Tim Verbeek (2:14) Tim Verbeek (18:19) Mike Danton (36:47) | Compuware Arena, Plymouth, Michigan Zuschauer: 2.948 |

| 10. Mai 2000 19:30 Uhr | Barrie Colts Denis Schwidki (3:55) Ryan Barnes (5:25) Ryan Barnes (20:25) Mike Henderson (29:53) Mike Christian (42:42) Sheldon Keefe (59:04) | 6:3 (2:1, 2:0, 2:2) Spielbericht Stand: 2:2 | Plymouth Whalers Tomáš Kůrka (8:20) Damian Surma (37:57) Damian Surma (42:02) | Barrie Molson Centre, Barrie, Ontario Zuschauer: 4.191 |

| 12. Mai 2000 19:30 Uhr | Plymouth Whalers George Nistas (16:05) Randy Fitzgerald (51:35) Tomáš Kůrka (59:11) | 3:1 (1:0, 0:0, 2:1) Spielbericht Stand: 3:2 | Barrie Colts Blaine Down (51:04) | Compuware Arena, Plymouth, Michigan Zuschauer: 3.412 |

| 14. Mai 2000 18:00 Uhr | Barrie Colts Mike Danton (6:13) Michael Henrich (47:05) Michael Henrich (58:21) | 3:0 (1:0, 0:0, 2:0) Spielbericht Stand: 3:3 | Plymouth Whalers | Barrie Molson Centre, Barrie, Ontario Zuschauer: 4.250 |

| 16. Mai 2000 19:30 Uhr | Plymouth Whalers Damian Surma (10:16) George Nistas (50:32) | 2:4 (1:1, 0:1, 1:2) Spielbericht Stand: 3:4 | Barrie Colts Sheldon Keefe (6:36) Mike Henderson (24:40) Tim Verbeek (47:02) Tim Verbeek (58:29) | Compuware Arena, Plymouth, Michigan Zuschauer: 4.426 |

#### J.-Ross-Robertson-Cup-Sieger
| J.-Ross-Robertson-Cup-Sieger Barrie Colts | Torhüter: Mike D’Alessandro, Brian Finley Verteidiger: Tim Branham, Shawn Cation, Ed Hill, Rick Hwodeky, Ryan O’Keefe, Aaron Power, Erik Reitz, Nick Robinson Angreifer: Ryan Barnes, Mike Christian, Mike Danton, Blaine Down, Matt Dzieduszycki, Mike Henderson, Michael Henrich, Sheldon Keefe, Matt Passfield, Denis Schwidki, Tim Verbeek, Kyle Wailes Cheftrainer und General Manager: Bill Stewart |

### Beste Scorer
Abkürzungen: GP = Spiele, G = Tore, A = Assists, Pts = Punkte, PIM = Strafminuten; Fett: Saisonbestwert
| Spieler          | Team                        | GP | G  | A  | Pts | PIM |
| ---------------- | --------------------------- | -- | -- | -- | --- | --- |
| Justin Williams  | Plymouth Whalers            | 23 | 14 | 16 | 30  | 10  |
| Michael Henrich  | Barrie Colts                | 25 | 10 | 18 | 28  | 30  |
| Stephen Weiss    | Plymouth Whalers            | 23 | 8  | 18 | 26  | 18  |
| Shaun Fisher     | Plymouth Whalers            | 23 | 4  | 21 | 25  | 24  |
| Randy Fitzgerald | Plymouth Whalers            | 23 | 13 | 10 | 23  | 47  |
| Sheldon Keefe    | Barrie Colts                | 25 | 10 | 13 | 23  | 41  |
| Mike Danton      | Barrie Colts                | 25 | 7  | 16 | 23  | 107 |
| Mike Christian   | Barrie Colts                | 25 | 6  | 15 | 21  | 37  |
| Randy Rowe       | Belleville Bulls            | 16 | 7  | 13 | 20  | 6   |
| Josef Vašíček    | Sault Ste. Marie Greyhounds | 17 | 5  | 15 | 20  | 8   |

### Beste Torhüter
Abkürzungen: GP = Spiele, TOI = Eiszeit (in Minuten), W = Siege, L = Niederlagen, OTL = Overtime/Shootout-Niederlagen, GA = Gegentore, SO = Shutouts, Sv% = gehaltene Schüsse (in %), GAA = Gegentorschnitt
| Spieler           | Team                  | GP | TOI | W | L | OTL | GA | SO | Sv%  | GAA  |
| ----------------- | --------------------- | -- | --- | - | - | --- | -- | -- | ---- | ---- |
| Mike D’Alessandro | Barrie Colts          | 4  | 166 | 2 | 1 | 0   | 3  | 0  | 96,0 | 1,08 |
| Alex Auld         | North Bay Centennials | 6  | 375 | 2 | 1 | 3   | 12 | 0  | 95,3 | 1,92 |
| Derek Dolson      | Oshawa Generals       | 4  | 257 | 0 | 1 | 2   | 9  | 0  | 93,0 | 2,10 |

Die meisten Shutouts erreichte Ray Emery mit 3.
Es werden nur Torhüter erfasst, die mindestens 134 Spielminuten absolviert haben.

## Auszeichnungen

### All-Star-Teams
| First All-Star-Team |                                          |
| Angriff:            | Taylor Pyatt – Dan Tessier – Norm Milley |
| Verteidigung:       | Branislav Mezei – John Erskine           |
| Tor:                | Andrew Raycroft                          |
| Trainer:            | Peter DeBoer                             |

| Second All-Star-Team |                                              |
| Angriff:             | Raffi Torres – Jason Jaspers – Sheldon Keefe |
| Verteidigung:        | Allan Rourke – Kevin Mitchel                 |
| Tor:                 | Rob Zepp                                     |
| Trainer:             | Tom Webster                                  |

| Third All-Star-Team |                                                   |
| Angriff:            | Johnathan Schill – Josef Vašíček – Denis Schwidki |
| Verteidigung:       | Alexei Semjonow – Mike Van Ryn                    |
| Tor:                | Levente Szuper                                    |
| Trainer:            | Stan Butler                                       |

### All-Rookie-Teams
| First All-Rookie-Team |                                           |
| Angriff:              | Tomáš Kůrka – Derek Roy – Jonas Andersson |
| Verteidigung:         | Rostislav Klesla – Trevor Daley           |
| Tor:                  | Ryan Aschaber                             |

| Second All-Rookie-Team |                                             |
| Angriff:               | Ryan Ramsay – Stephen Weiss – Craig Kennedy |
| Verteidigung:          | Brendan Bell – Tim Gleason                  |
| Tor:                   | T. J. Aceti                                 |

### Vergebene Trophäen
| Auszeichnung                 | Auszeichnung              | Team                |
| ---------------------------- | ------------------------- | ------------------- |
| J. Ross Robertson Cup        | J. Ross Robertson Cup     | Barrie Colts        |
| Hamilton Spectator Trophy    | Hamilton Spectator Trophy | Plymouth Whalers    |
| Bobby Orr Trophy             | Bobby Orr Trophy          | Barrie Colts        |
| Wayne Gretzky Trophy         | Wayne Gretzky Trophy      | Plymouth Whalers    |
| Emms Trophy                  | Emms Trophy               | Barrie Colts        |
| Leyden Trophy                | Leyden Trophy             | Ottawa 67’s         |
| Holody Trophy                | Holody Trophy             | Erie Otters         |
| Bumbacco Trophy              | Bumbacco Trophy           | Plymouth Whalers    |
| Auszeichnung                 | Spieler                   | Team                |
| Red Tilson Trophy            | Andrew Raycroft           | Kingston Frontenacs |
| Eddie Powers Memorial Trophy | Sheldon Keefe             | Barrie Colts        |
| Matt Leyden Trophy           | Peter DeBoer              | Plymouth Whalers    |
| Jim Mahon Memorial Trophy    | Sheldon Keefe             | Barrie Colts        |
| Max Kaminsky Trophy          | John Erskine              | London Knights      |
| OHL Goaltender of the Year   | Andrew Raycroft           | Kingston Frontenacs |
| Jack Ferguson Award          | Patrick Jarrett           | Mississauga IceDogs |
| Dave Pinkney Trophy          | Rob Zepp Bill Ruggiero    | Plymouth Whalers    |
| OHL Executive of the Year    | Robert Ciccarelli         | Sarnia Sting        |
| Emms Family Award            | Derek Roy                 | Kitchener Rangers   |
| F. W. „Dinty“ Moore Trophy   | Andrew Sim                | Sarnia Sting        |
| OHL Humanitarian of the Year | Dan Tessier               | Ottawa 67’s         |
| William Hanley Trophy        | Mike Zigomanis            | Kingston Frontenacs |
| Leo Lalonde Memorial Trophy  | Dan Tessier               | Ottawa 67’s         |
| Bobby Smith Trophy           | Brad Boyes                | Erie Otters         |
| Wayne Gretzky 99 Award       | Brian Finley              | Barrie Colts        |